# 호세 홀레바스
호세 로이드 홀레바스(그리스어: Χοσέ Λόιντ Χολέμπας, 스페인어: José LIoyd Holebas, 1984년 6월 27일 ~ )는 독일 태생 그리스의 전직 축구 선수로 아버지는 그리스인이고 어머니는 독일계 미국인이면서 우루과이의 혈통도 가지고 있지만 그리스 대표팀의 일원으로 활동했다.